# 5559 Беатагордон
5559 Беатагордон (5559 Beategordon, тимчасові позначення 1990 MV, 1942 JF, 1980 WA2, 1980 XG2) — астероїд головного поясу, відкритий 27 червня 1990 року.
Тіссеранів параметр щодо Юпітера — 3,474.